# 安山镇
安山镇是中华人民共和国河北省秦皇岛市昌黎县下辖的一个乡镇级行政单位。

## 行政区划
安山镇下辖以下地区：
安山街村、马庄村、后石庄村、贾庄村、万庄村、沙子营村、后所营村、东刘庄村、西刘庄村、周庄村、邸庄村、东牛栏村、西牛栏村、小牛栏村、白庄村、徐新庄村、卞新庄村、董新庄村、牛甫庄村、员外庄村、总屯二村、总屯一村、西罗家营村、高庄子村、东北庄村、大田庄村、小田庄村、东景佃子村、西景佃子村、白坨子村、牛各庄村、王各庄村、西毛各庄村、东毛各庄村、党各庄村、刘官营村、白官营村、榆林村和金庄村。

## 交通
京哈铁路：九龙山站